# Jaskinia Sadlana
Jaskinia Sadlana – jaskinia w Ojcowskim Parku Narodowym, w skale Sadłowa w orograficznie lewych zboczach wąwozu Koziarnia, który jest lewym odgałęzieniem Doliny Sąspowskiej. Znajduje się w obrębie wsi Sąspów w województwie małopolskim, w powiecie krakowskim, w gminie Jerzmanowice-Przeginia. 

## Opis jaskini
Jaskinia ma 8 otworów, dzięki czemu podobna jest do gigantycznych jaskółczych gniazd wykopanych w małym urwisku. Prowadzące od nich korytarze powstały w wyniku rozmycia międzyławicowych powierzchni. Są bardzo niskie i przechodzą w poziome szczeliny niedostępne dla człowieka. Najbardziej obszerny korytarz znajduje się za prawym z trzech położonych obok siebie otworów na niewielkim tarasie u podstawy skały. Za dwumetrowej wysokości progiem ciągnie się kilkunastometrowej długości korytarz prowadzący do położonych na wysokości 6 m okien skalnych. W głąb skały odgałęziają się od niego bardzo niskie korytarze. Ich początkowe części są suche, dalsze wilgotne, z kałużami wody.
Nacieki są ubogie i silnie skorodowane. Namulisko w 1877 r. zostało z jaskini wybrane i wykorzystane do nawożenia pól, wskutek czego zniszczona została większość znajdujących się w nim artefaktów archeologicznych. Obecne namulisko przy oknach skalnych jest skaliste, w głębi jaskini gliniaste.

## Badania archeologiczne
Jaskinia znana była od dawna. Wymieniana jest w sprawozdaniach z badań archeologicznych, jednak w rzeczywistości badania te opisują inną jaskinię. Stefan Krukowski podaje, że w 1919 r. przeprowadził badania archeologiczne w jaskini o nazwie Sadlana w Sąspowie. Na sporządzonym przez niego rysunku profilu jaskini widać jednak, że nie jest to Jaskinia Sadlana, a pod rysunkiem napis Sadlana przekreślono i dopisano nazwę Jaskinia Sadlana w Słupiance. Słupianka to jednak inny, sąsiedni na wschód wąwóz. Z analizy wszystkich dostępnych źródeł i weryfikacji terenowej wynika, że S. Krukowski nie badał Jaskini Sadlanej, ale Tunel Stromy w wąwozie Słupianka. Ferdynand Römer podaje, że  w 1878 r. przeprowadził badania Jaskini Sadlanej, a w 1879 r. badania w tej jaskini prowadził O. Gruby. F. Römer opisał wyniki swoich badań. Podał, że znalazł 3 artefakty z kości, przekłuwacz kościany i fragment pochodzącej z Oceanu Indyjskiego muszli Cyprea tigris, co miałoby świadczyć o dalekosiężnej wymianie handlowej. Uwaga Römera o niewielkim stopniu eksploracji Jaskini Sadlanej wskazuje jednak, że on również badał inną jaskinię gdyż namulisko w Jaskini Sadlanej zostało w większości zniszczone. Kazimierz Kowalski podejrzewa, że Römer również badał jaskinię Tunel Stromy. Obydwie te jaskinie znajdują się w skale Sadłowa w wąwozie Koziarnia. 